# Източнокатолически църкви
Източнокатолическите църкви са онези части на католическата църква, които признават върховенството на римския папа и католическите догми, но използват някои от източните обреди.
За източните католици важат църковни закони, различни от законите за западните католици. Според католическите догми папата е едновременно и епископ на Рим, примас на Италия и патриарх на Запада. Източнокатолическите църкви не са подчинени на папата в качеството му на патриарх на Запада, а само в качеството му на римски папа, тоест ръководител на цялата църква.
Около 2 % от католиците принадлежат към източнокатолическите църкви. Повечето от тях се състоят от бивши православни и бивши миафизити. В миналото източнокатолическите църкви са наричани униатски, но този термин се възприема днес като оскърбителен, поради което повече не се използва.

## История
Древната християнска църква се организира въз основа на апостолската традиция, но и съобразявайки се с местната традиция. По този начин оригиналната йерусалимска традиция се
развива в няколко местни традиции: латинска, византийска, арменска, антиохийска (западносирийска) и халдейска (източносирийска). (По-късно тези 5 традиции са създали и свои местни версии.)
След няколкото нарушения на християнското единство, и особено след разкола през 1054 г. между православни и католици, римският папа неколкократно се опитва да възвърне християнското единство. Римският папа, разбира се, изхожда при това от презумпцията, че неговата църква е единствената Христова църква, а всички останали са еретици. Поради това, римският папа винаги е раглеждал християнското единство като обединение на всички християни под върховенството на Ватикана.
Първата стъпка в тази посока е Фераро-Флорентинската уния през 1439 г. Руската църква, Цариградската патриаршия, Сиро-яковитската църква, част от Арменската църква и част от несторианците се съгласяват, че римският папа ще е главата на християнството. Всъщност унията остава на хартия, никога не е приложена на практика поради съпротива от страна на голямото мнозинство от клира и вярващите от църквите, подписали унията.
След провала на Фераро-Флорентинската уния, римският папа се решава на различен подход. Изпратени са францискански и доминикански монаси по целия свят в териториите, където „еретиците“ имат сериозно влияние. Първата такава мисия е францисканската мисия до Мосул (Ирак) по време на папа Юлий III (1549 – 1555). Мисионерите имат за задача спечелване на групи вътре в източните църкви с цел тяхното откъсване от църквите им и преминаването им към Ватикана. С цел по-ефективни резултати, латинският обред не е наложен, а тези групи са оставени да продължават да живеят според техните обреди. Единтвеното изискване е приемането на върховенството на римския папа. Понякога дори и приемането на католическите догми не е наложено веднага, а постепенно: в началото догматичните различия са просто обявени за „грешки в превода“ или „недоразумения“.

## Източнокатолическите църкви по обред и статус
| име                         | уния с Рим от | брой вярващи | богослужебен език | седалище            | произход        | статут     |
| --------------------------- | ------------- | ------------ | ----------------- | ------------------- | --------------- | ---------- |
| Етиопска католическа църква | 1839 г.       | 6 800 000    | амхара            | Адис Абеба, Етиопия | бивши миафизити | митрополия |
| Коптска католическа църква  | 1741 г.       | 253 000      | коптски, арабски  | Александрия, Египет | бивши миафизити | патриаршия |

| име                         | уния с Рим от | брой вярващи | богослужебен език | седалище      | произход        | статут     |
| --------------------------- | ------------- | ------------ | ----------------- | ------------- | --------------- | ---------- |
| Арменска католическа църква | 1742 г.       | 500 000      | арменски          | Бейрут, Ливан | бивши миафизити | патриаршия |

| име                                           | уния с Рим от | брой вярващи | богослужебен език           | седалище                  | произход                        | статут                 |
| --------------------------------------------- | ------------- | ------------ | --------------------------- | ------------------------- | ------------------------------- | ---------------------- |
| Албанска византийска католическа църква       | 1626 г.       | 3200         | албански                    | Тирана, Албания           | бивши православни               | „друг собствен статус“ |
| Беларуска гръкокатолическа църква             | 1646 г.       | 7000         | църковнославянски           | -                         | бивши православни               | „друг собствен статус“ |
| Църква на съединените с Рим българи           | 1861 г.       | 43 811       | църковнославянски           | София, България           | бивши православни               | „друг собствен статус“ |
| Грузинска византийска католическа църква      | 1646 г.       | 1600         | църковнославянски           | Грузия                    | бивши православни               | „друг собствен статус“ |
| Гръцка византийска католическа църква         | 1829 г.       | 2500         | гръцки                      | Гърция                    | бивши православни               | „друг собствен статус“ |
| Итало-албанска византийска католическа църква | –             | 60 000       | гръцки, албански            | Рим, Италия               | винаги са били към римския папа | „друг собствен статус“ |
| Македонска византийска католическа църква     | 1918 г.       | 11 000       | църковнославянски           | Скопие, Северна Македония | бивши православни               | „друг собствен статус“ |
| Мелкитска византийска католическа църква      | –             | 1 000 000    | арабски, гръцки             | Дамаск, Сирия             | винаги са били към римския папа | патриаршия             |
| Румънска гръкокатолическа църква              | 1697 г.       | 1 000 000    | румънски                    | Блаж, Румъния             | бивши православни               | архиепископия          |
| Руска византийска католическа църква          | 1905 г.       | ?            | църковнославянски           | Москва, Русия             | бивши православни               | „друг собствен статус“ |
| Рутенска гръкокатолическа църква              | 1596 г.       | 140 000      | църковнославянски           | Питсбърг, САЩ             | бивши православни               | митрополия             |
| Славонска гръкокатолическа църкваа            | 1611 г.       | 50 000       | църковнославянски           | Крижевци, Хърватско       | бивши православни               | „друг собствен статус“ |
| Словашка гръкокатолическа църква              | 1646 г.       | 225 000      | църковнославянски           | Прешов, Словакия          | бивши православни               | „друг собствен статус“ |
| Украинска гръкокатолическа църква             | 1595 г.       | 5 500 000    | църковнославянски           | Лвив, Украйна             | бивши православни               | архиепископия          |
| Унгарска гръкокатолическа църква              | 1646 г.       | 300 000      | унгарски, гръцки, английски | Хайдудорог, Унгария       | бивши православни               | „друг собствен статус“ |

| име                                 | уния с Рим от | брой вярващи | богослужебен език  | седалище       | произход                        | статут        |
| ----------------------------------- | ------------- | ------------ | ------------------ | -------------- | ------------------------------- | ------------- |
| Маронитска католическа църква       | -             | 15 000 000   | арабски, арамейски | Бкрикри, Ливан | винаги са били към римския папа | патриаршия    |
| Сирийска католическа църква         | 1781 г.       | 124 000      | арабски            | Бейрут, Ливан  | бивши миафизити                 | патриаршия    |
| Сиро-маланкарска католическа църква | 1930 г.       | 500 000      | малаялам           | Керала, Индия  | бивши миафизити                 | архиепископия |

| име                                | уния с Рим от       | брой вярващи | богослужебен език  | седалище         | произход          | статут        |
| ---------------------------------- | ------------------- | ------------ | ------------------ | ---------------- | ----------------- | ------------- |
| Сиро-малабарска католическа църква | 1498 г.             | 1 000 000    | малаялам, хинди    | Ернакулам, Индия | бивши несторианци | архиепископия |
| Халдейска католическа църква       | 1445, 1553, 1778 г. | 700 000      | асирийски, арабски | Багдад, Ирак     | бивши несторианци | патриаршия    |